# 2006年臺灣燈會
2006年臺灣燈會是2006年（農曆丙戌年，生肖狗）在臺灣臺南市舉辦的第17屆臺灣燈會，展覽時間為2006年2月12日至2006年2月26日，於安平區臺南運河畔舉辦。
2006年臺灣燈會為臺南市第二次且為連續舉辦，因此與高雄市並列為連續兩次舉辦的縣市。展期共15天，統計約678萬人次入園賞燈。

## 緣起
因臺南市舉辦2005年臺灣燈會創造出五百萬人次參觀人潮，因此交通部觀光局遂主動邀請市府於相同地點舉辦2006年臺灣燈會，希望再創燈會高峰。

## 籌備與營運事記
2005年12月15日，主燈「槃瓠再開天」進行動土典禮。
2006年1月14日，舉行主燈安座儀式，由交通部觀光局長許文聖、臺南市市長許添財等人焚香祝禱，祈求平安。
2006年1月17日，交通部觀光局於臺北圓山大飯店揭曉主燈，命名為「槃瓠再開天」。小提燈則因應科技時代，採用「機械狗」造型。
2006年2月8日，為配合2006臺灣燈會之熱鬧舉行，原住民燈區於下午6時30分由許添財、原住民社團、財團法人玉山寶光聖堂及財團法人臺灣省臺南市臺灣首廟天壇共同點燈。
2006年2月9日，市府在燈會主燈前啟用自來水生飲檯，市府表示，此為南臺灣首座也是全國首座由縣市政府闢設的自來水生飲檯，預定整個會場闢設五座。
2006年2月11日，下午起進行表演活動彩排，晚間由交通部次長蔡堆、臺南市長許添財等人主持，主燈於六時二十五分點亮試燈並施放長達3分鐘的高空煙火，吸引大批民眾前來觀賞。
2006年2月12日，元宵節當天，由行政院長蘇貞昌、民主進步黨主席游錫堃、台南市長許添財等人共同主持點燈儀式，主燈於七點整正式點亮，並施放高空煙火，揭開長達15天的臺灣燈會。
2006年2月12日，臺灣首廟天壇在宗教燈區搭建了一座高達十二公尺的「祀天封禪台」，並由臺南市長許添財主祭，零時在台灣燈會會場安座祭天，是繼鄭成功後數百年來再現的祭天儀式。
2006年2月26日，閉幕典禮由交通部觀光局長許文聖及市長許添財，在11點帶領現場民眾一起倒數，配合最後一場高空煙火，為台灣燈會畫下完美的句點，晚上12點台灣燈會全部熄燈。15天來創下了678萬賞燈人次的記錄。

## 主燈
槃瓠再開天

### 介紹
2006年燈會主燈是用「盤瓠再開天」為主題，代表安定祥和、族群融合、欣欣向榮。副燈為麻姑獻壽、南極仙翁，意味眾神齊來祝賀。主燈設計的部分有別於以往單一呈現，本次以創意為主。學者或以為槃瓠即盤古之音轉，實為開闢天地之巨神。取其義，希台灣狗年行大運，再闢出新天地，開展偉大的前途。主燈以3隻主題犬為造型，主燈雄犬的昂視前方的雄姿，具有開創新局的輝宏大器、雌犬含情脈脈的坐姿及幼犬的純真，象徵家庭安定祥和、族群融合、欣欣向榮，祥和安樂的意義。雄犬及雌犬以不銹鋼沖孔板雕塑外型，幼犬則以傳統燈籠製作方法，外部覆以亮麗之布幔，寫實的球體則以不銹鋼沖孔配合360度自轉呈現。但因規劃年限到期後即予報廢，保留至2007年即進行拆除。

### 開燈六步驟
1. 東寧肇新府
2. 滄海淨波煙
3. 玉山已鳴鳳
4. 槃瓠再開天
5. 祥雲涵紫氣
6. 旭日照峰巔

### 主燈秀音樂
由國立台灣藝術大學黃新財老師負責編曲。樂曲配合開燈6步驟，先以莊嚴隆重的樂曲開場，而後銜接臺灣傳統名謠「望春風」，接續的曲風轉換為輕快節奏，並於最後再度回到隆重的音樂中作結。其中融合傳統國樂、管弦樂及台灣小調，展現出歡樂吉祥、熱鬧豐腴的年節景象。

## 副燈
- 麻姑獻壽
- 南極仙翁

## 燈區資訊
2006年燈會共有六大主題：東寧肇新府、滄海淨波煙、玉山已鳴鳳、槃瓠再開天、祥雲涵紫氣、旭日照峰巔。燈會期間並有煙火施放為期16天活動共50多場。

### 安平燈區
開燈台
本年度開燈台以去年主燈「鳳鳴玉山」為發想，因此將玉山主峰做為背板的設計。
祈福燈林
2006年燈會祈福燈林同樣為一帶狀區域。將原本以竹子架設的燈林改以燈柱架設，外圍綁上四根帶葉竹子，上方為四方形橘色燈籠，點燈時，將會照出竹葉搖曳的光影。燈柱間側邊懸掛三排燈籠，樣式為橘色天燈，象徵帶著心願高飛。
光環境
由於安平港港灣的整體型態若似一祥龍俯臥。故本年度以「祥龍降福」的概念，作為整體光環境的規劃構想，共分為兩處。
- 祥龍臥安平

規劃構想以龍鱗之弧線造型、色彩作為依據，於水岸邊架設雙層的弧形燈幕，形成金黃色的光廊，宛如祥龍俯臥安平港邊
- 紫霞祥和、銀鰭接福、清波淨心

位於祈福燈林旁拋石水岸，分為三個層次設計，岸上藍綠色彩燈象徵清波淨心，中間拉起銀色反光片象徵銀鰭閃耀，上方搭起紫色星幕象徵紫霞祥和。整體意象製造出接引眾生祈福心願，誠意畫作魚群，銀鰭閃耀，直奔天際。上天感受，紫霞罩頂，賜福大地，眾生同迎新年氣象。
傳統燈區
應適逢生肖「狗」，市府特別公開徵求與「狗」相關主題故事，並邀請傳統燈藝師依主題故事設計各式精美花燈共12座。
歡樂燈區
匯集由遊樂業者所製作的花燈，本年度共有17座。
藝術燈區
以「看光光-在光年的切片中」為設計創作主題，七件作品錯落於主燈和林默娘雕像間，呈現別具一格的裝置藝術味。
競賽燈區
來自全國國小、國中、高中製作，共計717件。
更生燈區
為本年度首創，讓受刑人發揮技藝製作各式造型的花燈。
環保燈區
以資源回收再利用的環保理念為規劃想法，突破傳統花燈形式，分別以捏塑、木工、繪畫及燈具創作元素，創作25座大型環保花燈，並融合安平港的風光水色，以「聲、光、風」三元素為創作概念。
原住民燈區
主燈基本素材以木材為基座，使用鋼管扁鐵為骨架，內藏燈泡，外包綢布料成形。總高5米直徑6米，以內發光方式呈現，底座以12張雷射效果幻燈片為主，基座以木作表面油漆原住民圖騰處理。以老中青三代的原住民造型，代表著世代傳承，再以豐收的意相，搭配原住民「狩獵犬」，更能突顯狗年的意義，另外也強調來年豐收的象徵，富含「承先啟後」之意義。配合原住民文化會館及公園周邊燈飾佈置，讓整個原住民燈區更為明亮。
宗教燈區
邀集府城中各具代表性的宗教團體參與設計，其中臺灣首廟天壇更搭建了一座高達十二公尺的「祀天封禪台」，是燈區的一大亮點。
府城名產街
概括許多府城特色小吃與名產，讓遊客可以大快朵頤。
水上煙火秀
於安平港水面上架設煙火臺，施放高、中、低及各式造型煙火，平日每日表演一場，假日則每日表演兩場。

### 古蹟燈區
府城的19個古蹟景點，由7所大專院校相關藝術景觀科系，設計光雕美化造型，燈會期間府城將成為最美麗的不夜城。

## 燈會記錄

### 歷年首創
首創更生燈區，讓受刑人也可學習花燈製作的技藝，且於爾後成為多屆燈會的亮點。

### 歷年之最
天數最長：自臺灣燈會舉辦以來，展出天數最長，共計15天。